# 基思·弗林特
基思·查尔斯·弗林特（英語：Flint (band)，1969年9月17日—2019年3月4日），是一位英国歌手，电子舞曲乐队超凡乐团的主唱。他最初是乐队的舞者，后来成为主唱，并参与了乐队1996年发行的两首英国冠军单曲Firestarter和Breathe。他是自己独创乐队弗林特的主唱。

## 逝世
2019年3月4日上午8点10分后不久，埃塞克斯郡警方因健康问题接到电话前往弗林特的家中。弗林特在家自縊，被證實當場死亡。